# Калмики
Калмики (на калмикски: хальмг, хальмгуд) са монголски народ, част от ойратите (западните монголи, мигрирали в XVII век в Долното Поволжие и Северен Кавказ). Традиционният им език е калмикски – монголски клон на алтайското езиково семейство, но след Втората световна война той е в значителна степен изместен от руски.

## Названия
Думата „калмик“ е от тюркски произход и означава „останал“. Така западните тюрки са наричали своите съседи, живеещи в Алтай и неговите околности. Самите калмики наричат себе си „халмг“, което също значи „останал“. Калмикският народ се дели на 4 основни групи: торгоут, дербет, хошоут и елют.

## Територии
Калмиките живеят главно в Република Калмикия – 173 996 хил. души, което съставлява над 50% от населението на републиката (2002). 
Големи групи калмики живеят и в Западен Китай (провинция Цинхай) – по различни данни между 170 и 250 хил. души, както и в Западна Монголия, където има около 150 хил. души. По-малки групи калмики има и в Средна Азия, главно в Киргизстан – над 10 хил. души.

## Религия и бит
Основната религия на калмиките е будизъм. 
Калмиките имат собствена азбука - тодо-бичиг, създадена през 1648 г. от будисткия монах (лама) и просветител Зая Пандитой на основата на старомонголската писменост. Широкоупотребявана е до 1924, когато е заменена с кирилицата в хода на провеждащата се по това време повсеместна кирилизация сред народите от СССР, част от който, под името Калмикска автономна съветска социалистическа република, е тогава страната им.
Кухнята на калмиките е силно повлияна от номадския им начин на живот в миналото. Основните продукти в нея са млякото и свареното в походните казани месо (овче или говеждо). Типични ястия са лапша (макаронено изделие) с месо и лук, кумис, бюрек, извара, сирена и др. Ежедневна и любима напитка е джомба – чай с мляко, масло, сол и мускатово орехче. В горещините тази напитка чудесно разхлажда, а в студовете затопля тялото. Местната алкохолна напитка е арак – на основата на ферментирало мляко.